# Villa Bergh

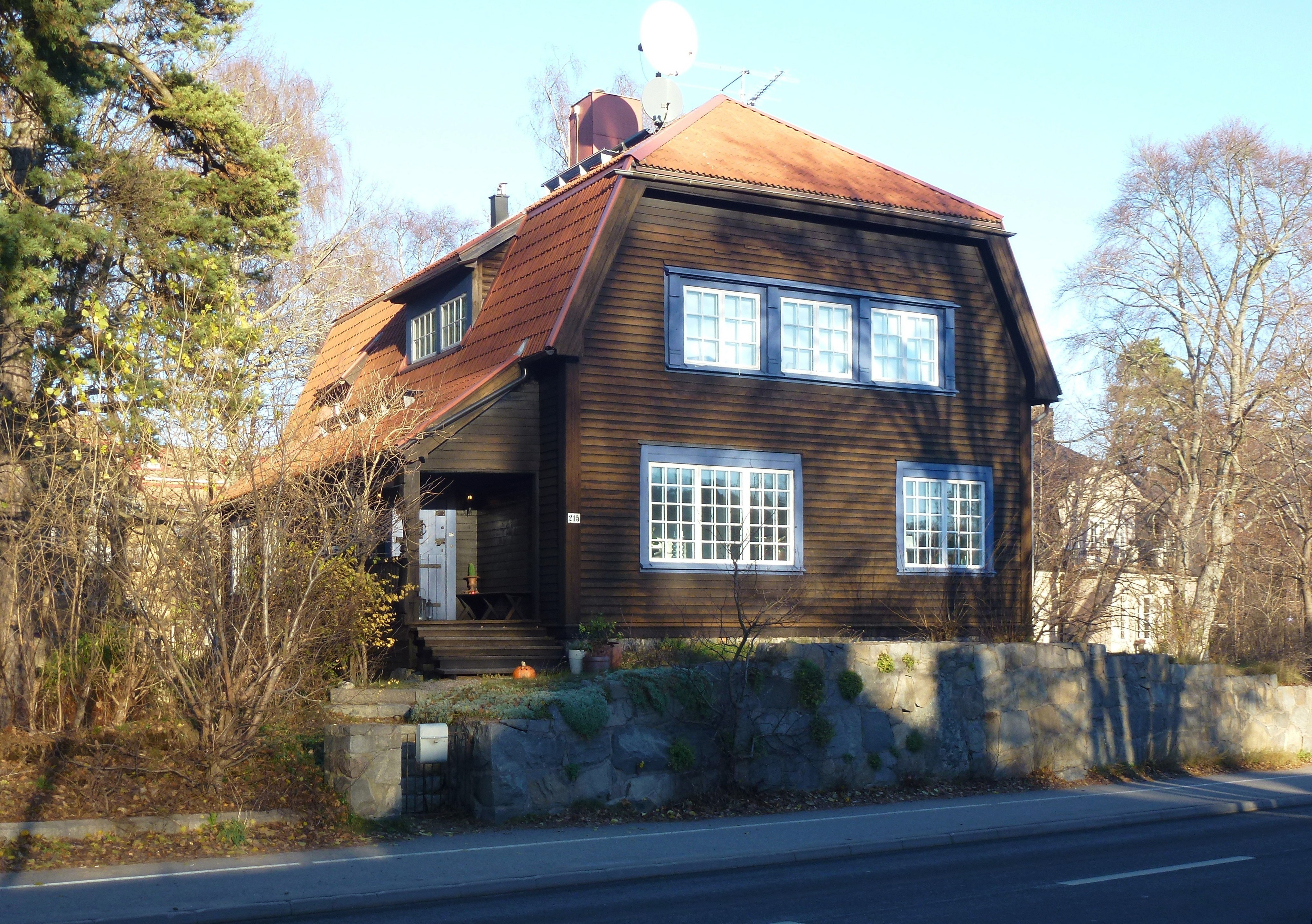
Villa Bergh i november 2013.

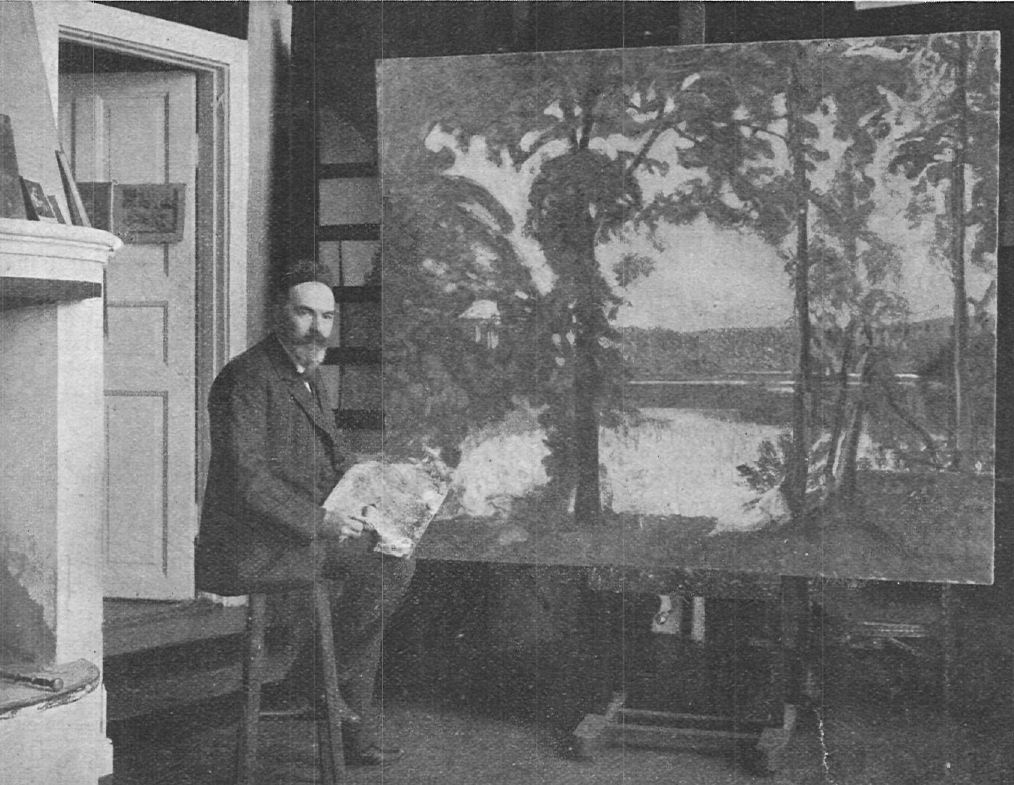
Richard Bergh i villans ateljé 1909

Villa Bergh är en kulturhistoriskt värdefull byggnad vid Värmdövägen 215 i Storängen, Nacka kommun. Villan ritades år 1904 av arkitekt Albin Brag och var konstnärshemmet för Richard Bergh mellan 1904 och 1919. Enligt en kulturhistorisk byggnadsinventering av Storängen år 1979 bedöms Villa Bergh som ”omistlig”.

## Bakgrund
Storängens villasamhälle grundades år 1904 av Tjänstemännens egnahemsförening och lockade till sig inte bara tjänstemän från övre medelklass utan även universitetslärare, direktörer, konstsamlare och konstnärer. Den nyöppnade järnvägen Stockholm-Saltsjön (Saltsjöbanan) med sin snabba trafikförbindelse till och från Stockholm och hållplats i Storängen bidrog till att villasamhället blev attraktiv. De flesta villorna är arkitektritade och de mest kända arkitekterna var Ragnar Östberg, Torben Grut, Albin Brag och Carl Westman. Bland de första som flyttade till Storängen fanns konstnärerna Georg och Hanna Pauli (se Villa Pauli) samt Richard Bergh. De blev grannar med adress Värmdövägen 205 respektive 215 och båda deras villor ritades 1904 av arkitekt Albin Brag.

## Byggnadsbeskrivning
Byggnaden står med gavelsidan mot Värmdövägen, som på sin tid var mycket smalare och mindre trafikerad. Fasaderna är klädda av tjärad liggande panel, som har fått en mörkbruna patina. Fönstren är småspröjsade, som var vanligt på storängsvillorna och har blåmålade omfattningar. Taket är ett valmat sadeltak, täckt med lertegel. 
I april 1906 uppmärksammade tidningen Idun Villa Pauli och Villa Bergh i ett ”hemma-hos” reportage. Där skrev tidningen om Berghs ny hem på landet bland annat följande:
”Vi gå öfver den lilla förstusvalen och komma genom tamburen direkt in i familjerummet, ett soldränkt, harmoniskt rum med blåa väggar, hvitt tak och en hvit öppen spisel, som ytterligare betonar det hemtrefliga intrycket. Kring det breda, smårutade fönstret löper en stor bokhylla, med hvars rika innehåll husets herre står i liflig kontakt… Möbleringen kompletteras af en gammaldags hvit möbel och en Bluthnerflygel.” Husherren Richard Bergh menade själv i reportaget: ”Här härskar en så välgörande och fantasien stimulerande ro, att jag ofta sitter försjunken i läsning till klockan half två om mornarne."

### Iduns bildreportage
|  |  |  |